# Mistrzostwa Europy w Wioślarstwie 2007 – dwójka podwójna kobiet
Dwójka podwójna kobiet (W2x) – konkurencja rozgrywana podczas Mistrzostw Europy w Wioślarstwie 2007 w Poznaniu między 21 a 23 września.

## Harmonogram konkurencji
| Wydarzenie                  | Runda      |
| --------------------------- | ---------- |
| Piątek, 21 września 2007    | Eliminacje |
| Sobota, 22 września 2007    | Repasaże   |
| Niedziela, 23 września 2007 | Finał B    |
| Niedziela, 23 września 2007 | Finał A    |

## Medaliści
| Złoto                                       | Srebro                                  | Brąz                                           |
| Czechy · Gabriela Vařeková · Jitka Antošová | Finlandia · Sanna Stén · Minna Nieminen | Białoruś · Hanna Nachajewa · Wolha Bierazniowa |

## Wyniki

### Eliminacje
Reguła kwalifikacji: 1 → FA, 2.. → R

#### Eliminacje 1
| Miejsce | Zawodnik                                | Kraj     | Czas    | Uwagi |
| ------- | --------------------------------------- | -------- | ------- | ----- |
| 1       | Hanna Nachajewa Wolha Bierazniowa       | Białoruś | 7:19,48 | FA    |
| 2       | Martha Helgeland Tine Schøyen           | Norwegia | 7:20,43 | R     |
| 3       | Maria Diana Bursuc Daniela Cristea      | Rumunia  | 7:25,95 | R     |
| 4       | Lisbet Jakobsen Cecilie Christensen     | Dania    | 7:27,83 | R     |
| 5       | Anna-Theresa Kluchert Jeannine Hennicke | Niemcy   | 7:32,54 | R     |

#### Eliminacje 2
| Miejsce | Zawodnik                              | Kraj      | Czas    | Uwagi |
| ------- | ------------------------------------- | --------- | ------- | ----- |
| 1       | Gabriela Vařeková Jitka Antošová      | Czechy    | 7:13,52 | FA    |
| 2       | Laura Schiavone Elisabetta Sancassani | Włochy    | 7:13,57 | R     |
| 3       | Sanna Stén Minna Nieminen             | Finlandia | 7:19,49 | R     |
| 4       | Kateryna Tarasenko Jana Dementiewa    | Ukraina   | 7:20,67 | R     |

### Repasaże
Reguła kwalifikacji: 1-2 → FA, 3... → FB

#### Repasaże 1
| Miejsce | Zawodnik                            | Kraj      | Czas    | Uwagi |
| ------- | ----------------------------------- | --------- | ------- | ----- |
| 1       | Sanna Stén Minna Nieminen           | Finlandia | 7:13,99 | FA    |
| 2       | Lisbet Jakobsen Cecilie Christensen | Dania     | 7:16,18 | FA    |
| 3       | Martha Helgeland Tine Schøyen       | Norwegia  | 7:16,67 | FB    |

#### Repasaże 2
| Miejsce | Zawodnik                                | Kraj    | Czas    | Uwagi |
| ------- | --------------------------------------- | ------- | ------- | ----- |
| 1       | Kateryna Tarasenko Jana Dementiewa      | Ukraina | 7:14,29 | FA    |
| 2       | Laura Schiavone Elisabetta Sancassani   | Włochy  | 7:18,64 | FA    |
| 3       | Anna-Theresa Kluchert Jeannine Hennicke | Niemcy  | 7:25,70 | FB    |
| 4       | Maria Diana Bursuc Daniela Cristea      | Rumunia | 7:31,99 | FB    |

### Finał B
| Miejsce | Zawodnik                                | Kraj     | Czas    | Uwagi |
| ------- | --------------------------------------- | -------- | ------- | ----- |
| 1       | Martha Helgeland Tine Schøyen           | Norwegia | 7:24,96 |       |
| 2       | Maria Diana Bursuc Daniela Cristea      | Rumunia  | 7:29,53 |       |
| 3       | Anna-Theresa Kluchert Jeannine Hennicke | Niemcy   | 7:32,97 |       |

### Finał A
| Miejsce | Zawodnik                              | Kraj      | Czas    | Uwagi |
| ------- | ------------------------------------- | --------- | ------- | ----- |
|         | Gabriela Vařeková Jitka Antošová      | Czechy    | 7:12,99 |       |
|         | Sanna Stén Minna Nieminen             | Finlandia | 7:14,68 |       |
|         | Hanna Nachajewa Wolha Bierazniowa     | Białoruś  | 7:17,58 |       |
| 4       | Kateryna Tarasenko Jana Dementiewa    | Ukraina   | 7:19,00 |       |
| 5       | Laura Schiavone Elisabetta Sancassani | Włochy    | 7:19,69 |       |
| 6       | Lisbet Jakobsen Cecilie Christensen   | Dania     | 7:28,44 |       |